# Codex Mosquensis I
El Codex Mosquensis (Gregory-Aland no. Kap/018) Απρ1 (Soden), és un manuscrit uncial del segle ix del Nou Testament. Està escrit en grec, sobre pergamí, amb lletres uncials, i es conserva a la Museu Estatal d'Història (V. 93) a Moscou.
El còdex conté 288 fulles de pergamí (33,8 x 24,2 cm) i conté els quatre Evangelis. El text està escrit en dues columnes per pàgina, i 27 línies per columna.